# Unser Mann in Rio
Unser Mann in Rio (Originaltitel: Se tutte le donne del mondo) ist eine italienische Filmkomödie aus dem Jahr 1966 von Henry Levin. Der Film parodiert hauptsächlich die James-Bond-Filme. Der Film startete am 25. November 1966 in den deutschen Kinos.

## Handlung
Der brasilianische Industrielle Mr. Ardonian sehnt sich nach der Weltherrschaft. Er plant eine Rakete ins Weltall zu schießen, deren Strahlen jeden Mann unfruchtbar machen. Anschließend möchte er die Erde mit schönen Frauen, die er zuvor entführt hat, neu besiedeln. Der CIA-Agent Kelly und seine britische Kollegin Susan versuchen, den Plan zu vereiteln. Hilfe bekommen sie von Susans Chauffeur, der einen Rolls-Royce voller technischer Spielereien steuert.

## Produktion
Unser Mann in Rio wurde zwischen Januar und März 1966 an Originalschauplätzen in Rio de Janeiro und Rom aufgenommen. Ursprünglich sollte der Titel Operation Paradise lauten, letztlich entschied man sich jedoch in den meisten englischsprachigen Ländern für den Titel If All the Women in the World. In den USA erschien der Film unter dem Titel Kiss the Girls and Make Them Die.
Ursprünglich war geplant, den Film kurz vor oder gemeinsam mit Man lebt nur zweimal zu veröffentlichen. Als jedoch die James-Bond-Satire Casino Royale angekündigt wurde, entschied sich Produzent De Laurentiis zur Eile, um nicht mit zwei Bond-Filmen an den Kinokassen konkurrieren zu müssen. Letztlich erschien Unser Mann in Rio bereits Ende 1966. Probleme im Vertrieb verzögerten die Veröffentlichung in den USA dennoch auf das Jahr 1967.
Mike Connors behauptet, dass er die Rolle des Kelly zugesprochen bekam, nachdem er bereits vorher für die Rolle des Matt Helm in der gleichnamigen Filmserie vorgesprochen hatte. Darüber hinaus gab Connors an, er habe die Stunts selbst durchgeführt, bei denen Kelly an einer an einem Hubschrauber befestigten Strickleiter hing.

## Trivia
- Die Handlung des Films ist ähnlich der des James-Bond-Films Moonraker, der 13 Jahre später erschien.
- Regisseur Henry Levin führte auch bei zwei Filmen der Matt-Helm-Filmserie Regie. Hier hat er die Überwachung der von Dino Maiuri übernommenen Regie inne.
- Eine bekannte Filmszene spielt an der Christusstatue in Rio de Janeiro.

## Kritik
„Mit einer Portion Komik aufgelockertes, technisch aufwendiges Science-Fiction-Abenteuer, das durch einige überraschende Gags und betonte Unglaubwürdigkeiten weitgehend unterhält.“

„007-Abklatsch mit 00,5-Ausstrahlung“